# 湯川村

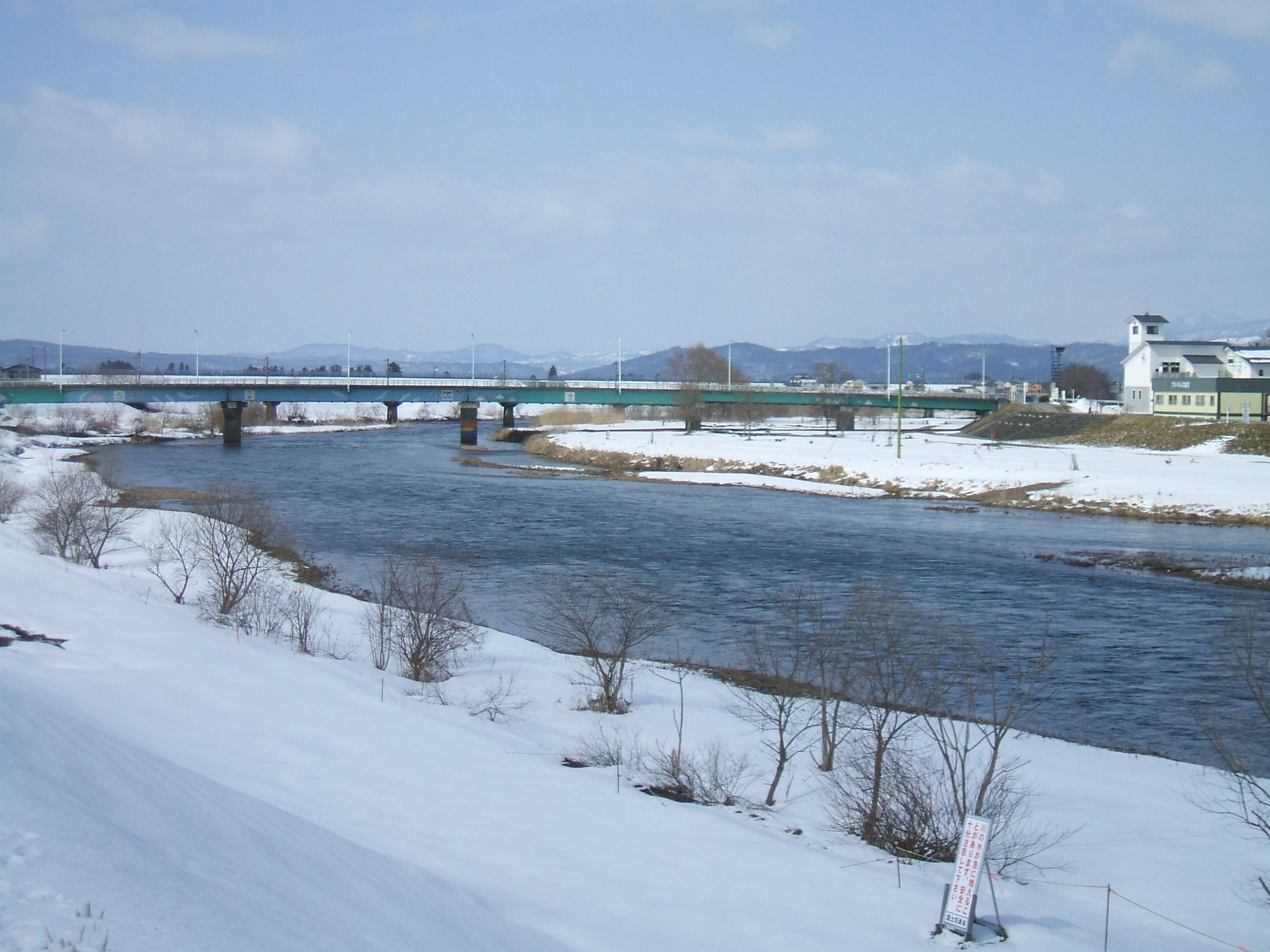
日橋川

湯川村（ゆがわむら）は、福島県会津地方中部に位置し、河沼郡に属する村。
主な産業は農業であり、スローガンは「米と文化の里」。コシヒカリの会津湯川米や会津牛、アスパラガスを特産物とする。

## 地理
会津盆地のほぼ中央に位置し、日橋川を北端、阿賀川（大川）を西端とする。平成の大合併で伊達郡伊達町が消滅したことで福島県で最も狭い市町村となった。
- 山 ：なし
- 河川：日橋川、阿賀川（大川）、湯川
- 湖沼：

### 隣接する自治体
- 会津若松市
- 喜多方市
- 河沼郡：会津坂下町

### 人口
| 湯川村（に相当する地域）の人口の推移 \| 1970年（昭和45年） \| 4,207人 \| \| \| 1975年（昭和50年） \| 3,875人 \| \| \| 1980年（昭和55年） \| 3,789人 \| \| \| 1985年（昭和60年） \| 3,811人 \| \| \| 1990年（平成2年） \| 3,683人 \| \| \| 1995年（平成7年） \| 3,642人 \| \| \| 2000年（平成12年） \| 3,601人 \| \| \| 2005年（平成17年） \| 3,570人 \| \| \| 2010年（平成22年） \| 3,364人 \| \| \| 2015年（平成27年） \| 3,206人 \| \| \| 2020年（令和2年） \| 3,081人 \| \| |         |  |
| 総務省統計局 国勢調査より |         |  |
| 1970年（昭和45年） | 4,207人 |  |
| 1975年（昭和50年） | 3,875人 |  |
| 1980年（昭和55年） | 3,789人 |  |
| 1985年（昭和60年） | 3,811人 |  |
| 1990年（平成2年） | 3,683人 |  |
| 1995年（平成7年） | 3,642人 |  |
| 2000年（平成12年） | 3,601人 |  |
| 2005年（平成17年） | 3,570人 |  |
| 2010年（平成22年） | 3,364人 |  |
| 2015年（平成27年） | 3,206人 |  |
| 2020年（令和2年） | 3,081人 |  |

## 歴史
- 810年（弘仁元年）- 法相宗の学僧・徳一が勝常寺を開く。
- 1889年（明治22年）4月1日 - 町村制施行に伴い笈川村、勝常村が発足。
- 1957年（昭和32年）3月31日 - 笈川村、勝常村が合併し、湯川村誕生。

## 郵便
- 湯川郵便局（無集配局）
  - 湯川村内の集配は会津若松郵便局が担当。

## 教育

### 中学校
- 湯川村立湯川中学校

### 小学校
- 湯川村立笈川小学校
- 湯川村立勝常小学校

## 交通

### 鉄道
- 東日本旅客鉄道（JR東日本）
  - 磐越西線：笈川駅

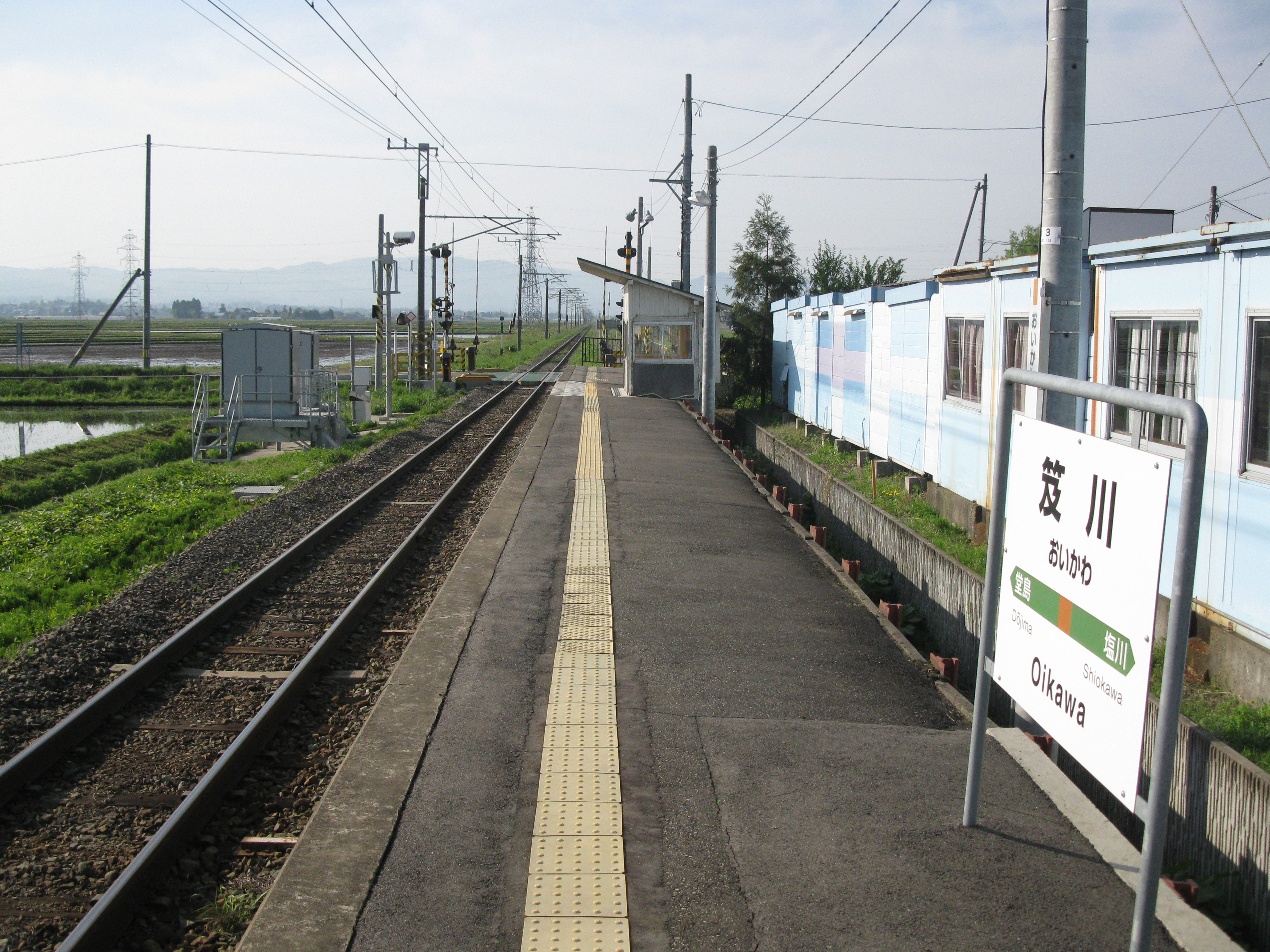
磐越西線笈川駅

    - 朝夕の一部と日中の1本を除き普通列車も通過し、利用できる列車は上下5往復のみである。北隣の塩川駅はすべての列車が停車する。

### 路線バス
- 会津乗合自動車

### 道路
- 一般国道
  - 国道49号
  - 国道121号

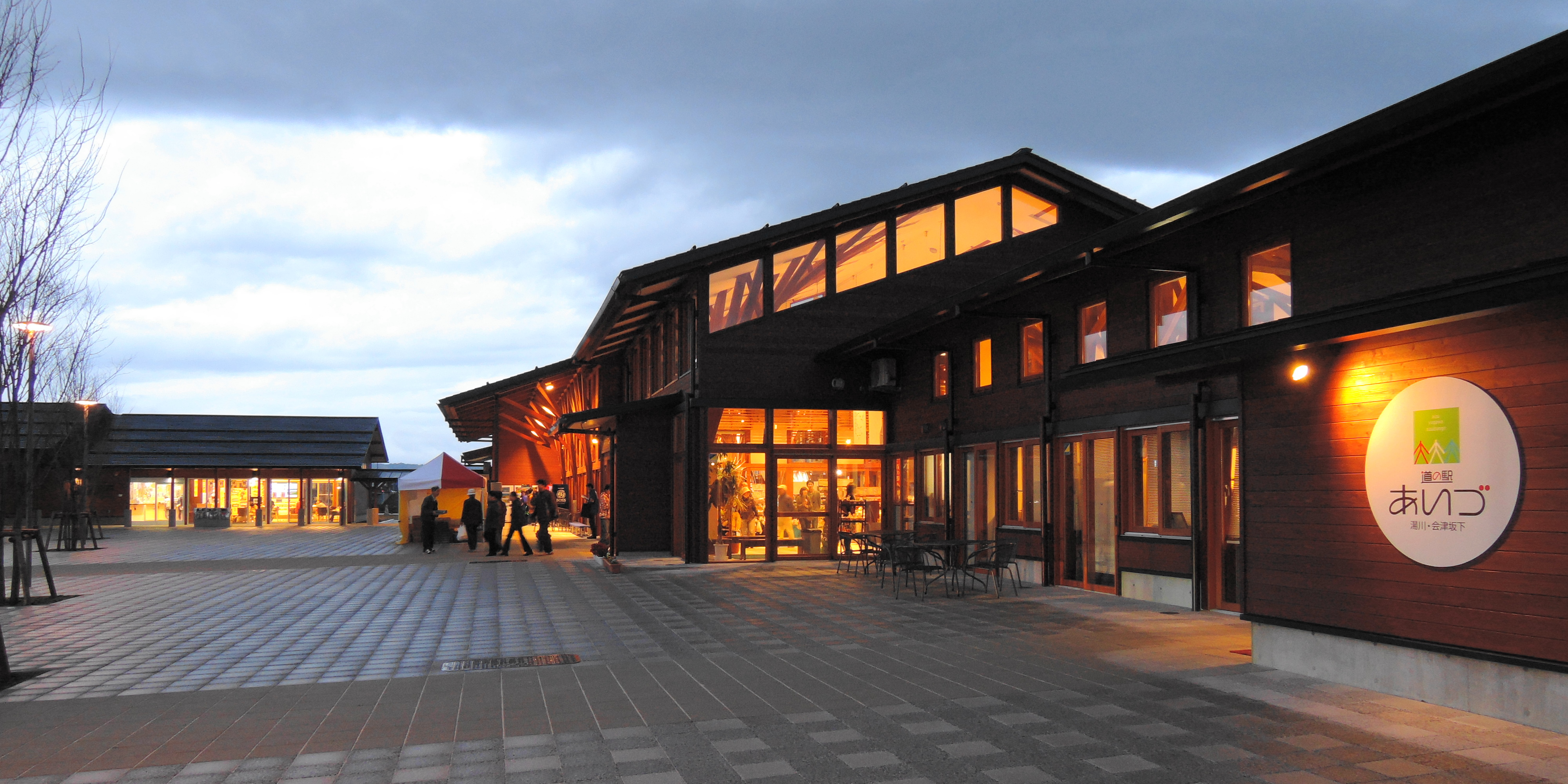
道の駅あいづ 湯川・会津坂下

  - 高規格会津縦貫道路（湯川北IC・湯川南IC）
- 主要地方道
  - 福島県道326号浜崎高野会津若松線
  - 福島県道33号会津坂下河東線
- 道の駅
  - 道の駅あいづ 湯川・会津坂下

## 名所・旧跡・観光スポット・祭事・催事
- 勝常寺
- 北田城跡
- 浜崎城跡

### 祭事・催事
- ゆがわ冬の市（道の駅あいづ 湯川・会津坂下）：毎年1月
- 勝常寺念佛踊り供養祭（県の重要無形文化財指定）：毎年4月28日
- ゆがわ夏の市（道の駅あいづ 湯川・会津坂下）：毎年7月
- ゆがわ夏祭り（ユースピアゆがわ）：毎年8月
- 湯川村新米祭（道の駅あいづ 湯川・会津坂下）：毎年10月
- 湯川村産業文化祭（JA会津よつば湯川支店）：毎年11月

## 主な出身者
- 高羽哲夫（映画カメラマン）
- 平松省二（元日本ハムファイターズ投手）